# 琅琊镇 (渠县)
琅琊镇，是中华人民共和国四川省达州市渠县下辖的一个乡镇级行政单位。

## 行政区划
琅琊镇下辖以下地区：
琅琊社区、琅琊村、三台村、大仙村、关仓村、奉家村、琅庙村、金马村和高云村。